# Straßenradsport-Weltmeisterschaften 2011
Die Straßenradsport-Weltmeisterschaften 2011 fanden vom 19. bis 25. September in Kopenhagen statt. Erstmals seit 2004 fanden die Wettbewerbe für Elite und Junioren wieder gemeinsam statt.
Das Rennen der männlichen Elite startete vor dem Rathaus von Kopenhagen über eine Strecke von 22 Kilometern, bevor sich die Fahrer 17-mal auf eine Rundstrecke von 14 Kilometern durch den nördlichen Vorort Rudersdal begaben. Alle anderen Rennen führten lediglich über die Rundstrecke; das Ziel war am „Geels bakke“ in Virum.
Die Einzelzeitfahren begannen und endeten am Rathaus von Kopenhagen.

## Zeitplan
- Montag, 19. September: Zeitfahren der Juniorinnen (13,9 km) und der Männer U23 (35,2 km)
- Dienstag, 20. September: Zeitfahren der Frauen Elite (27,8 km) und der Junioren (27,8 km)
- Mittwoch, 21. September: Zeitfahren der Männer Elite (46,4 km)
- Freitag, 23. September: Straßenrennen der Juniorinnen (70 km) und der Männer U 23 (168 km)
- Samstag, 24. September: Straßenrennen der Frauen Elite (140 km) und der Junioren (126 km)
- Sonntag, 25. September: Straßenrennen der Männer Elite (266 km)

## Ergebnisse Männer

### Straßenrennen

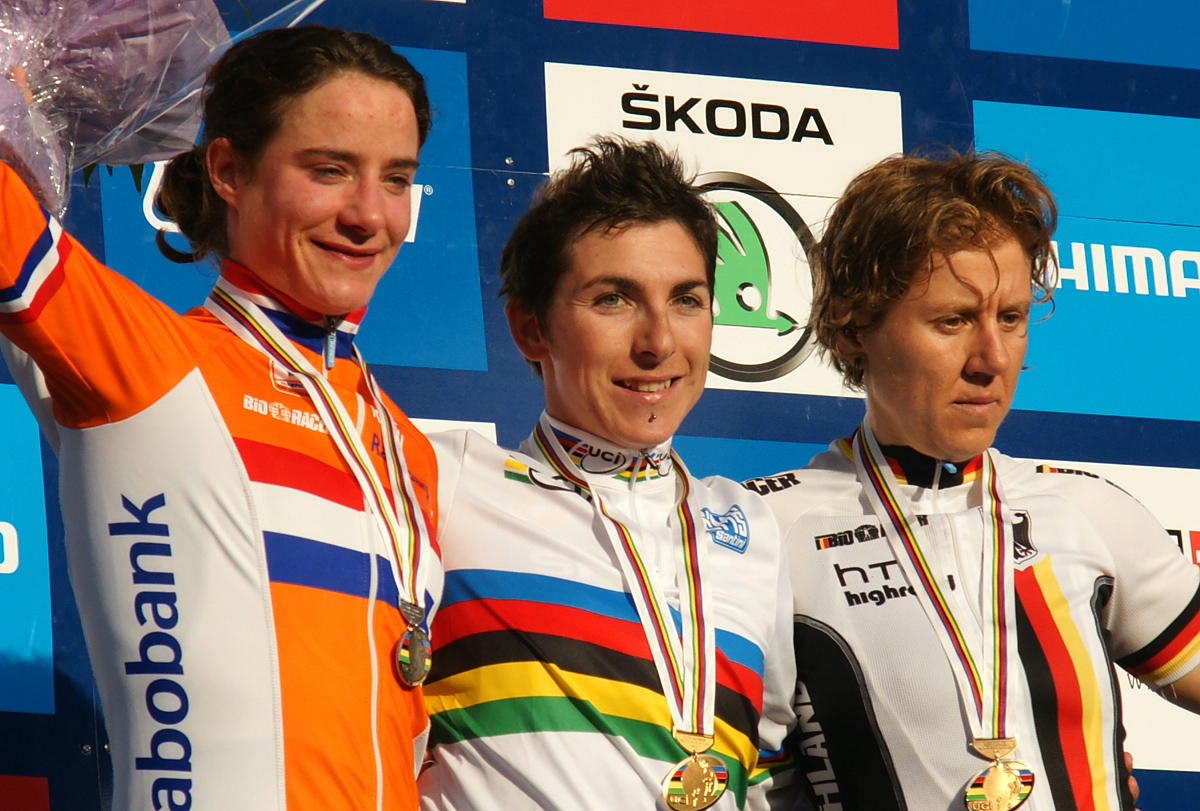
Das Podium der Frauen mit Marianne Vos, Giorgia Bronzini, Ina-Yoko Teutenberg (v. l. n. r.)

| Platz | Athlet               | Land | Zeit                    |
| ----- | -------------------- | ---- | ----------------------- |
| 1     | Mark Cavendish       | GBR  | 5:40:27 h (45,821 km/h) |
| 2     | Matthew Goss         | AUS  | gl. Zeit                |
| 3     | André Greipel        | GER  | gl. Zeit                |
| 4     | Fabian Cancellara    | CHE  | gl. Zeit                |
| 5     | Jürgen Roelandts     | BEL  | gl. Zeit                |
| 6     | Romain Feillu        | FRA  | gl. Zeit                |
| 7     | Borut Božič          | SVN  | gl. Zeit                |
| 8     | Edvald Boasson Hagen | NOR  | gl. Zeit                |
| 9     | Óscar Freire         | ESP  | gl. Zeit                |
| 10    | Tyler Farrar         | USA  | gl. Zeit                |
|       |                      | …    |                         |
| 46    | Thomas Rohregger     | AUT  | gl. Zeit                |
| 73    | Grégory Rast         | CHE  | gl. Zeit                |
| 75    | Danilo Hondo         | GER  | gl. Zeit                |
| 86    | Michael Albasini     | CHE  | + 0:19 min              |
| 87    | Martin Kohler        | CHE  | gl. Zeit                |
| 96    | Marcel Sieberg       | GER  | + 0:26 min              |
| 111   | John Degenkolb       | GER  | + 4:00 min              |
| 131   | Christian Knees      | GER  | + 8:54 min              |
| 150   | Laurent Didier       | LUX  | gl. Zeit                |
| 154   | Ben Gastauer         | LUX  | gl. Zeit                |
| 158   | Bernhard Eisel       | AUT  | gl. Zeit                |
| 166   | Tony Martin          | GER  | gl. Zeit                |
| 171   | Andreas Klier        | GER  | gl. Zeit                |
| 176   | Marcel Kittel        | GER  | + 9:16 min              |
|       | Bert Grabsch         | GER  | DNF                     |
|       | Jean-Pierre Drucker  | LUX  | DNF                     |
|       | Fränk Schleck        | LUX  | DNF                     |
|       | Stefan Denifl        | AUT  | DNF                     |
|       | Christian Poos       | LUX  | DNF                     |

Termin: 25. September 2011

Länge: 260 km (22 km Schleife & 17 Runden à 14 km)

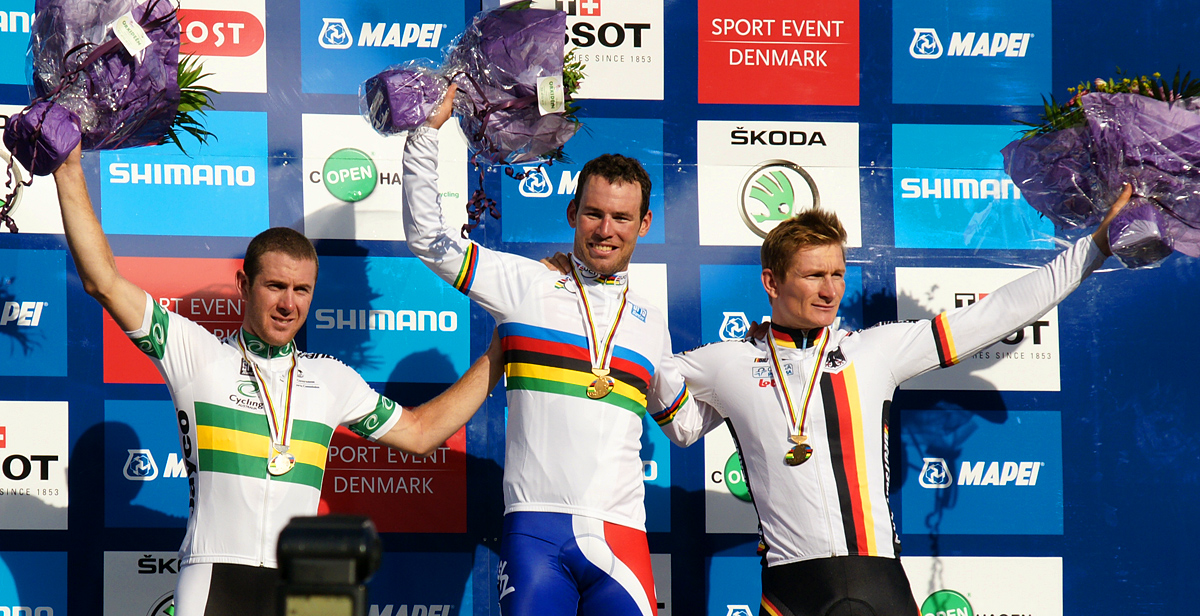
Das Podium des Straßenrennens mit Matthew Goss, Mark Cavendish und André Greipel (von links)

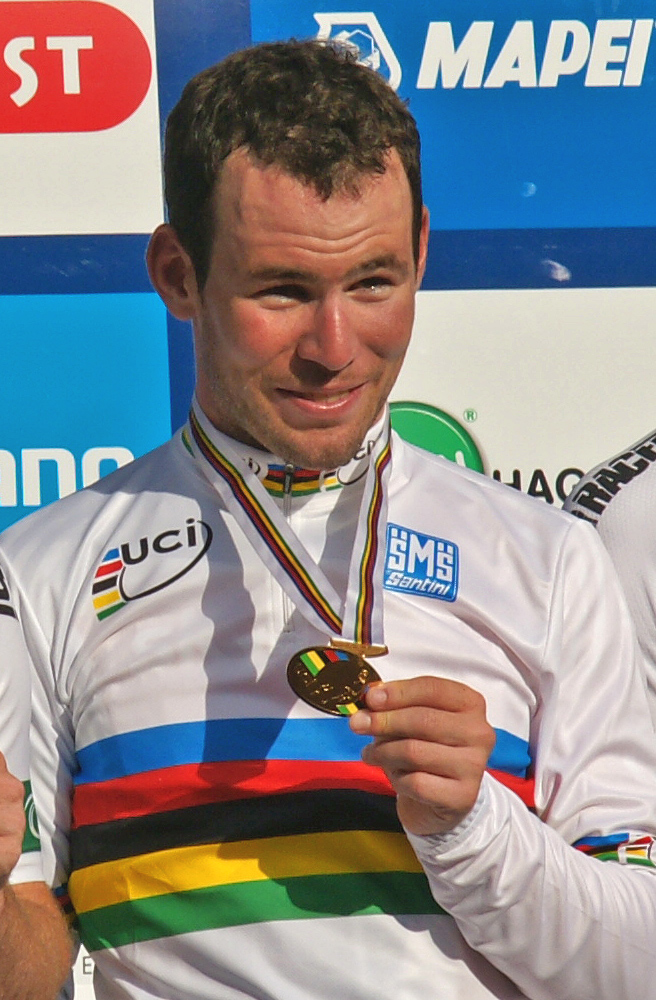
Der Brite Mark Cavendish gewann in Kopenhagen im Schlusssprint den WM-Titel

Das Straßenrennen der Männer-Elite fand am 25. September 2011 statt. Es wurde auf einem 14 Kilometer langen Rundkurs ausgetragen, auf dem 17 Runden absolviert werden mussten. Zudem wurde zum Rennbeginn eine 22 Kilometer lange Schleife hinein auf den Rundkurs zurückgelegt. Dies entsprach einer Gesamtdistanz von 260 Kilometern. Insgesamt waren 210 Fahrer aus 45 Nationen für das Rennen gemeldet, von denen 209 an den Start gingen und 177 das Ziel erreichten.
Der Brite Mark Cavendish siegte im Schlusssprint des Hauptfeldes vor dem Australier Matthew Goss und dem Deutschen André Greipel. Der Titelverteidiger Thor Hushovd aus Norwegen kam mit 8:54 Minuten Rückstand als 170. ins Ziel.

### Einzelzeitfahren

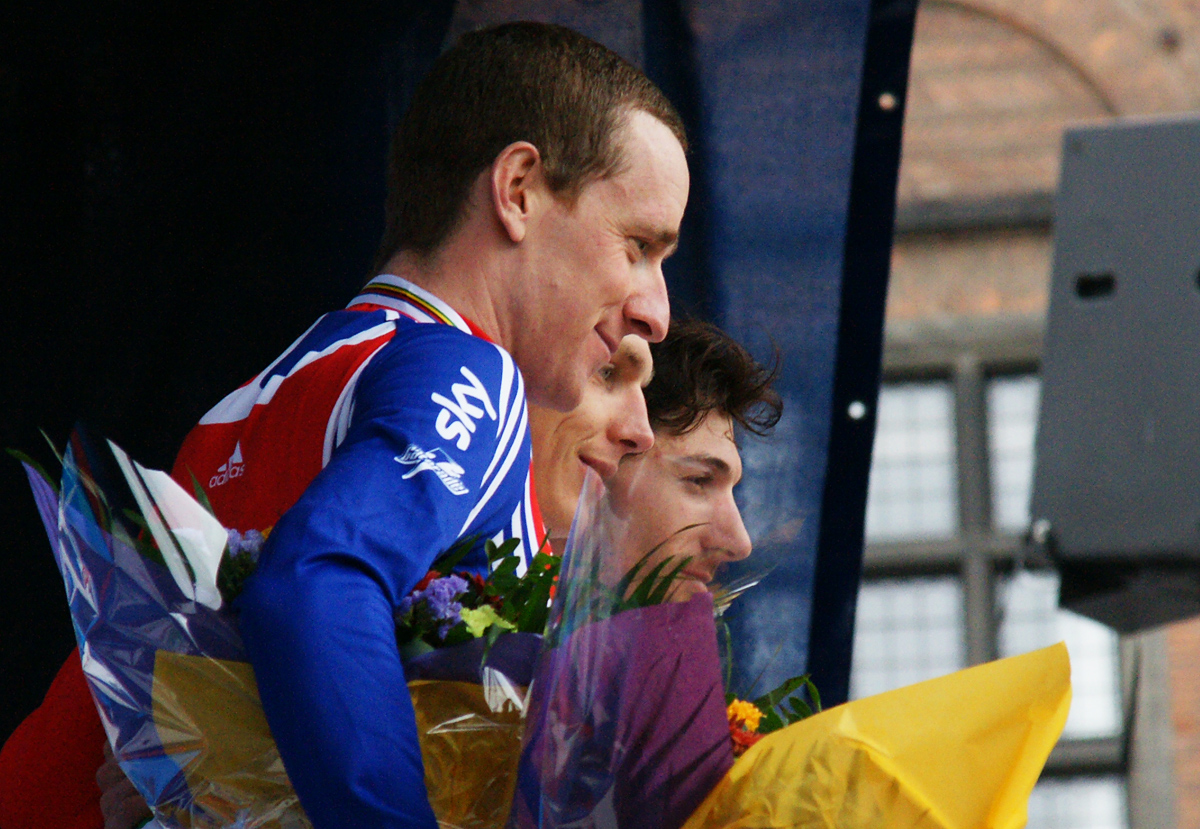
Das Podium des Einzelzeitfahrens mit Bradley Wiggins, Tony Martin und Fabian Cancellara (von links)

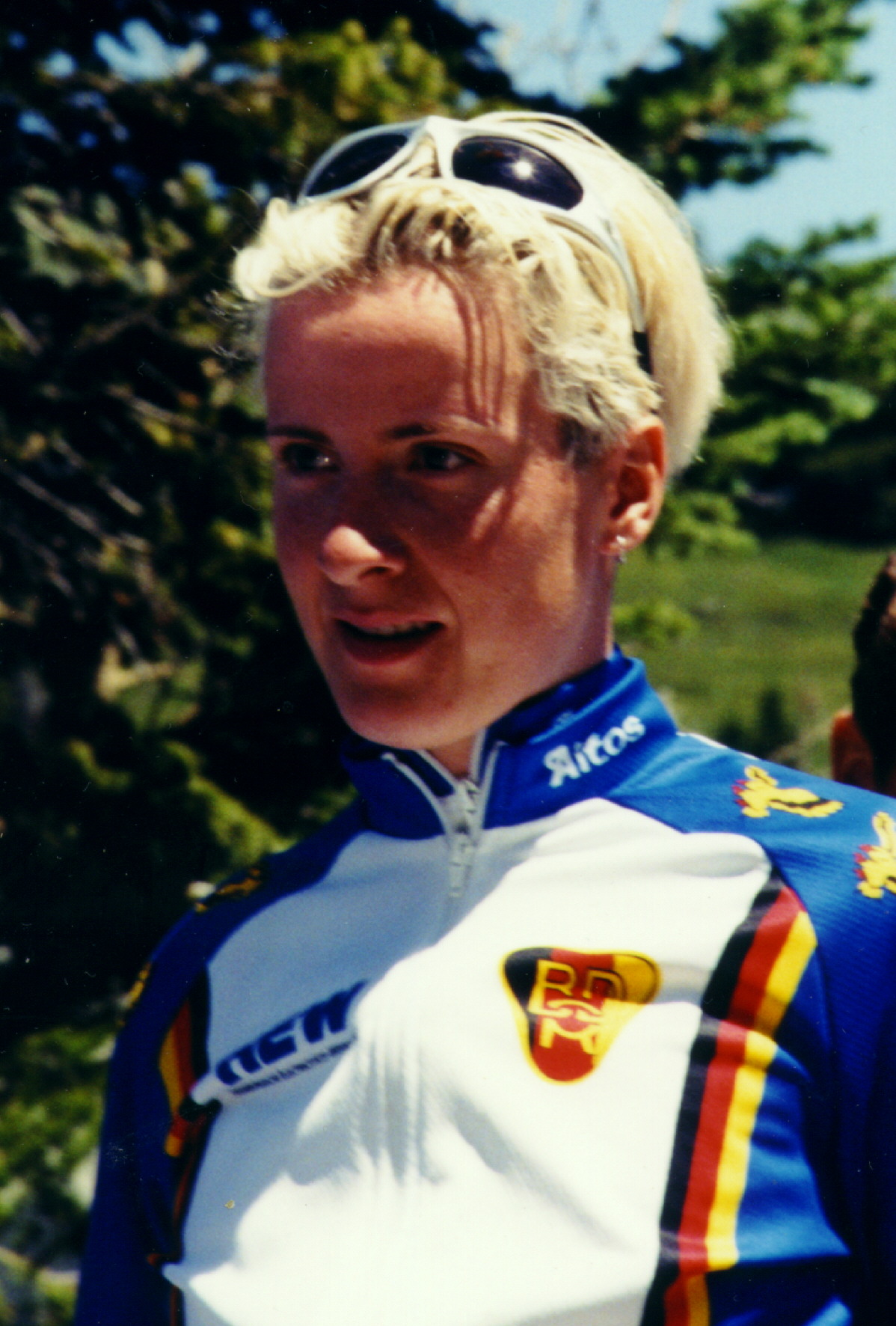
Judith Arndt errang in Kopenhagen ihren dritten WM-Titel

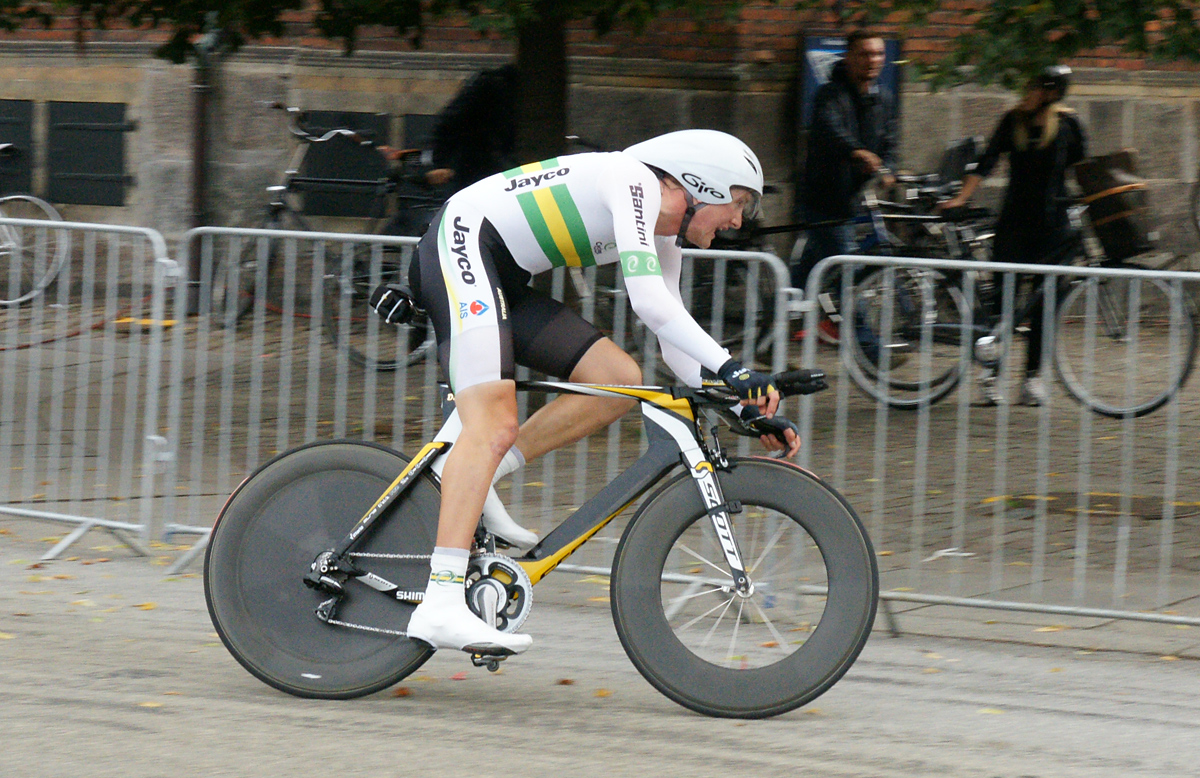
Der Australier Luke Durbridge gewann das Einzelzeitfahren der U23.

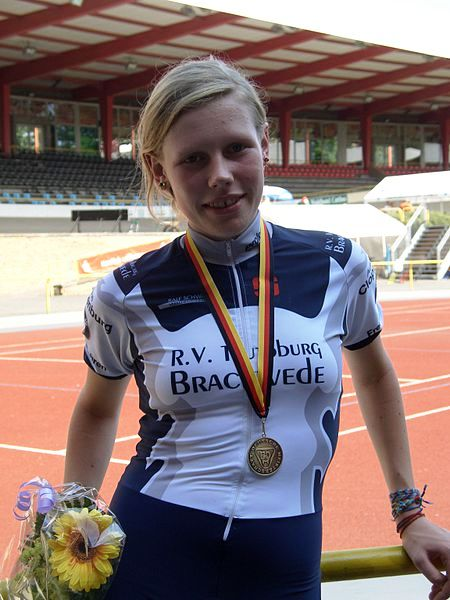
Die Bielefelderin Mieke Kröger errang Bronze im Einzelzeitfahren der Juniorinnen

| Platz | Athlet                | Land | Zeit                       | Abstand       |
| ----- | --------------------- | ---- | -------------------------- | ------------- |
| 1     | Tony Martin           | GER  | 53:43,85 min (51,813 km/h) |               |
| 2     | Bradley Wiggins       | GBR  | 54:59,68 min               | + 1:15,83 min |
| 3     | Fabian Cancellara     | CHE  | 55:04,44 min               | + 1:20,59 min |
| 4     | Bert Grabsch          | GER  | 55:15,61 min               | + 1:31,76 min |
| 5     | Jack Bobridge         | AUS  | 55:57,71 min               | + 2:13,86 min |
| 6     | Richie Porte          | AUS  | 56:13,39 min               | + 2:29,54 min |
| 7     | David Millar          | GBR  | 56:29,47 min               | + 2:45,62 min |
| 8     | Lieuwe Westra         | NLD  | 57:02,37 min               | + 3:18,52 min |
| 9     | Alexander Djatschenko | KAZ  | 57:03,61 min               | + 3:19,76 min |
| 10    | Jakob Fuglsang        | DNK  | 57:14,44 min               | + 3:30,59 min |
|       |                       | …    |                            |               |
| 40    | Martin Kohler         | CHE  | 59:27,09 min               | + 5:43,24 min |

Termin: 21. September 2011

Länge: 46,4 km (zwei Runden à 23,2 km)
Das Einzelzeitfahren der Männer-Elite fand am 21. September 2011 statt. Es wurde auf einem 23,2 Kilometer langen Rundkurs ausgetragen, auf dem zwei Runden absolviert werden mussten. Dies entsprach einer Gesamtdistanz von 46,4 Kilometern. Insgesamt waren 65 Fahrer aus 38 Nationen für das Rennen gemeldet, von denen 64 starteten und 62 das Ziel erreichten.
Als dritter Deutscher überhaupt und zum vierten Mal nach Jan Ullrich in den Jahren 1999 und 2001 sowie Bert Grabsch im Jahr 2008 sicherte sich der 26-jährige Tony Martin aus Cottbus den Weltmeistertitel im Einzelzeitfahren. Am Ende hatte er 1:15 Minuten Vorsprung auf den zweitplatzierten Briten Bradley Wiggins und 1:20 Minuten Vorsprung auf den Titelverteidiger Fabian Cancellara aus der Schweiz. In den Jahren 2009 und 2010 hatte Martin jeweils die Bronzemedaille gewonnen.

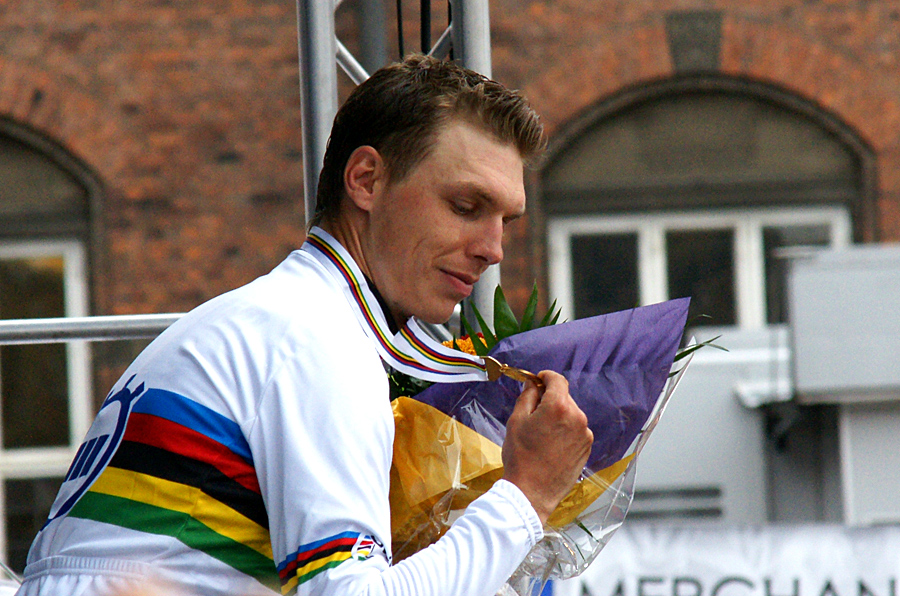
Der Deutsche Tony Martin holte in Kopenhagen seinen ersten WM-Titel

Martin, der als vorletzter Starter auf die Strecke ging, lag von Beginn an an sämtlichen Zwischenzeitmessungen in Führung und baute seinen Vorsprung auf den zuletzt gestarteten Titelverteidiger Fabian Cancellara, der lange den zweiten Platz hielt, kontinuierlich aus. Dieser leistete sich wenige Meter vor dem Ziel einen Fahrfehler in einer Rechtskurve, wodurch er den Silberrang noch an Bradley Wiggins verlor, der zum Rennende leistungsmäßig nicht so stark abbaute. Tony Martin holte auf der Strecke sowohl den 90 Sekunden vor ihm gestarteten Briten David Millar als auch den 180 Sekunden vor ihm ins Rennen gegangenen Michail Ignatjew aus Russland ein. Auf den viereinhalb Minuten zuvor von der Startrampe gefahrenen Taylor Phinney aus den Vereinigten Staaten hatte der spätere Weltmeister noch 38 Sekunden Rückstand auf der Strecke.
Das gute deutsche Gesamtergebnis rundete Bert Grabsch mit dem vierten Rang ab. Auch die Briten mit den Rängen 2 und 7 sowie die Australier auf den Plätzen 5 und 6 fuhren gute Ergebnisse ein. Der zweite Starter aus der Schweiz, Martin Kohler, belegte den 40. Rang. Aus Österreich war kein Teilnehmer am Start.

## Ergebnisse Frauen

### Straßenrennen
| Platz | Athletin             | Land | Zeit                    |
| ----- | -------------------- | ---- | ----------------------- |
| 1     | Giorgia Bronzini     | ITA  | 3:21:28 h (41,694 km/h) |
| 2     | Marianne Vos         | NLD  | gl. Zeit                |
| 3     | Ina-Yoko Teutenberg  | GER  | gl. Zeit                |
| 4     | Nicole Cooke         | GBR  | gl. Zeit                |
| 5     | Julija Martissowa    | RUS  | gl. Zeit                |
| 6     | Chloe Hosking        | AUS  | gl. Zeit                |
| 7     | Elizabeth Armitstead | GBR  | gl. Zeit                |
| 8     | Ludivine Henrion     | BEL  | gl. Zeit                |
| 9     | Rasa Leleivytė       | LTU  | gl. Zeit                |
| 10    | Aude Biannic         | FRA  | gl. Zeit                |
|       |                      | …    |                         |
| 38    | Charlotte Becker     | GER  | gl. Zeit                |
| 42    | Nathalie Lamborelle  | LUX  | gl. Zeit                |
| 54    | Jennifer Hohl        | CHE  | + 0:11 min              |
| 56    | Sarah Düster         | GER  | gl. Zeit                |
| 59    | Judith Arndt         | GER  | + 0:17 min              |
| 61    | Patricia Schwager    | CHE  | + 0:21 min              |
| 64    | Trixi Worrack        | GER  | + 0:27 min              |
| 71    | Emily Aubry          | CHE  | + 0:41 min              |
| 78    | Pascale Schnider     | CHE  | gl. Zeit                |
| 79    | Fabienne Schauss     | LUX  | gl. Zeit                |
| 85    | Claudia Häusler      | GER  | gl. Zeit                |
| 91    | Lisa Brennauer       | GER  | + 0:47 min              |
| 114   | Daniela Pintarelli   | AUT  | + 3:31 min              |
| 117   | Jacqueline Hahn      | AUT  | + 4:23 min              |
|       | Chantal Hoffmann     | LUX  | DNF                     |
|       | Andrea Graus         | AUT  | DNF                     |

Termin: 24. September 2011

Länge: 140 km (zehn Runden à 14 km)
Das Straßenrennen der Frauen-Elite fand am 24. September 2011 statt. Es wurde auf einem 14 Kilometer langen Rundkurs ausgetragen, auf dem zehn Runden absolviert werden mussten. Dies entsprach einer Gesamtdistanz von 140 Kilometern. Insgesamt waren 146 Fahrerinnen aus 42 Nationen für das Rennen gemeldet, von denen 120 das Ziel erreichten.
Die Italienerin Giorgia Bronzini verteidigte im Schlusssprint des Hauptfeldes ihren Weltmeistertitel aus dem Vorjahr vor der Niederländerin Marianne Vos und der Deutschen Ina-Yoko Teutenberg.

### Einzelzeitfahren
| Platz | Athletin            | Land | Zeit                       | Abstand       |
| ----- | ------------------- | ---- | -------------------------- | ------------- |
| 1     | Judith Arndt        | GER  | 37:07,38 min (44,931 km/h) |               |
| 2     | Linda Villumsen     | NZL  | 37:29,11 min               | + 0:21,73 min |
| 3     | Emma Pooley         | GBR  | 37:31,51 min               | + 0:24,13 min |
| 4     | Tara Whitten        | CAN  | 37:33,54 min               | + 0:26,16 min |
| 5     | Clara Hughes        | CAN  | 37:44,17 min               | + 0:36,79 min |
| 6     | Ellen van Dijk      | NLD  | 37:46,26 min               | + 0:38,88 min |
| 7     | Rhae-Christie Shaw  | CAN  | 37:46,61 min               | + 0:39,23 min |
| 8     | Amber Neben         | USA  | 37:48,47 min               | + 0:41,09 min |
| 9     | Emilia Fahlin       | SWE  | 38:02,44 min               | + 0:55,06 min |
| 10    | Marianne Vos        | NLD  | 38:03,15 min               | + 0:55,77 min |
| 11    | Ina-Yoko Teutenberg | GER  | 38:03,52 min               | + 0:56,14 min |
|       |                     | …    |                            |               |
| 19    | Pascale Schnider    | SUI  | 39:06,22 min               | + 1:58,84 min |
| 46    | Jacqueline Hahn     | AUT  | 41:55,82 min               | + 4:48,44 min |

Termin: 20. September 2011

Länge: 27,8 km (zwei Runden à 13,9 km)
Das Einzelzeitfahren der Frauen-Elite fand am 20. September 2011 statt. Es wurde auf einem 13,9 Kilometer langen Rundkurs ausgetragen, auf dem zwei Runden absolviert werden mussten. Dies entsprach einer Gesamtdistanz von 27,8 Kilometern. Insgesamt waren 51 Fahrerinnen aus 33 Nationen für das Rennen gemeldet, von denen alle das Ziel erreichten.
Als zweite Deutsche überhaupt nach Hanka Kupfernagel im Jahr 2007 sicherte sich die 35-jährige Judith Arndt den Weltmeistertitel im Einzelzeitfahren. Am Ende hatte sie 21 Sekunden Vorsprung auf die zweitplatzierte Neuseeländerin Linda Villumsen und 24 Sekunden Vorsprung auf die Titelverteidigerin Emma Pooley aus Großbritannien. In den Jahren 2003, 2004 und 2010 hatte Arndt in dieser Disziplin jeweils die Silbermedaille gewonnen.
Das gute deutsche Gesamtergebnis rundete Ina-Yoko Teutenberg mit dem elften Rang ab. Die Schweizer Starterin Pascale Schnider belegte den 19. Rang, die Österreicherin Jacqueline Hahn kam auf dem 46. Platz ins Ziel.

## Ergebnisse Männer U23

### Straßenrennen
| Platz | Athlet             | Land | Zeit                    |
| ----- | ------------------ | ---- | ----------------------- |
| 1     | Arnaud Démare      | FRA  | 3:52:16 h (43,398 km/h) |
| 2     | Adrien Petit       | FRA  | gl. Zeit                |
| 3     | Andrew Fenn        | GBR  | gl. Zeit                |
| 4     | Rüdiger Selig      | GER  | gl. Zeit                |
| 5     | Marco Haller       | AUT  | gl. Zeit                |
| 6     | Filippo Fortin     | ITA  | gl. Zeit                |
| 7     | Wouter Wippert     | NLD  | gl. Zeit                |
| 8     | Alexei Zatewitsch  | RUS  | gl. Zeit                |
| 9     | Tosh Van der Sande | BEL  | gl. Zeit                |
| 10    | Andris Smirnovs    | LVA  | gl. Zeit                |
|       |                    | …    |                         |
| 18    | Marcel Aregger     | SUI  | gl. Zeit                |
| 24    | Matthias Brändle   | AUT  | gl. Zeit                |
| 29    | Andreas Hofer      | AUT  | gl. Zeit                |
| 38    | Jan Keller         | SUI  | gl. Zeit                |
| 43    | Georg Preidler     | AUT  | gl. Zeit                |
| 49    | Michel Koch        | GER  | gl. Zeit                |
| 82    | Julian Kern        | GER  | gl. Zeit                |
| 94    | Theo Reinhardt     | GER  | + 0:33 min              |
| 97    | Philipp Ries       | GER  | + 0:43 min              |
| 99    | Bastian Bürgel     | GER  | + 1:04 min              |
|       | Silvan Dillier     | SUI  | DNF                     |

Termin: 23. September 2011

Länge: 168 km (zwölf Runden à 14 km)

### Einzelzeitfahren
| Platz | Athlet                  | Land | Zeit                       | Abstand       |
| ----- | ----------------------- | ---- | -------------------------- | ------------- |
| 1     | Luke Durbridge          | AUS  | 42:47,13 min (49,362 km/h) |               |
| 2     | Rasmus Christian Quaade | DNK  | 43:22,81 min               | + 0:35,68 min |
| 3     | Michael Hepburn         | AUS  | 43:33,60 min               | + 0:46,47 min |
| 4     | Anton Worobjow          | RUS  | 43:46,12 min               | + 0:58,99 min |
| 5     | Jasper Hamelink         | NLD  | 44:40,07 min               | + 1:52,94 min |
| 6     | Jason Christie          | NZL  | 44:47,61 min               | + 2:00,48 min |
| 7     | Luis Mas                | ESP  | 44:51,31 min               | + 2:04,18 min |
| 8     | Tom Dumoulin            | NLD  | 44:51,84 min               | + 2:04,71 min |
| 9     | Damien Howson           | AUS  | 44:53,09 min               | + 2:05,96 min |
| 10    | Rudy Molard             | FRA  | 44:56,80 min               | + 2:09,67 min |
|       |                         | …    |                            |               |
| 12    | Matthias Brändle        | AUT  | 45:01,68 min               | + 2:14,55 min |
| 14    | Andreas Hofer           | AUT  | 45:04,43 min               | + 2:17,30 min |
| 16    | Bob Jungels             | LUX  | 45:16,08 min               | + 2:28,95 min |
| 17    | Jasha Sütterlin         | GER  | 45:19,33 min               | + 2:32,20 min |
| 20    | Gabriel Chavanne        | SUI  | 45:29,95 min               | + 2:42,82 min |
| 23    | Michel Koch             | GER  | 45:37,14 min               | + 2:50,01 min |
| 38    | Silvan Dillier          | SUI  | 46:22,62 min               | + 3:35,49 min |

Termin: 19. September 2011

Länge: 35,2 km (zwei Runden à 17,6 km)

## Ergebnisse Junioren

### Straßenrennen
| Platz | Athlet                   | Land | Zeit                    |
| ----- | ------------------------ | ---- | ----------------------- |
| 1     | Pierre-Henri Lecuisinier | FRA  | 2:48:58 h (44,742 km/h) |
| 2     | Martijn Degreve          | BEL  | gl. Zeit                |
| 3     | Steven Lammertink        | NLD  | gl. Zeit                |
| 4     | Florian Sénéchal         | FRA  | + 0:03 min              |
| 5     | Rick Zabel               | GER  | gl. Zeit                |
| 6     | Roman Iwlew              | RUS  | gl. Zeit                |
| 7     | Daniel Hoelgaard         | NOR  | gl. Zeit                |
| 8     | Nicolas Marini           | ITA  | gl. Zeit                |
| 9     | Stan Godrie              | NLD  | gl. Zeit                |
| 10    | Frederik Plesner         | DNK  | gl. Zeit                |
|       |                          | …    |                         |
| 25    | Jan Dieteren             | GER  | gl. Zeit                |
| 35    | Théry Schir              | SUI  | gl. Zeit                |
| 36    | Daniel Paulus            | AUT  | gl. Zeit                |
| 46    | Antoine Mores            | LUX  | gl. Zeit                |
| 53    | Lukas Spengler           | SUI  | gl. Zeit                |
| 57    | Yuriy Vasyliv            | GER  | gl. Zeit                |
| 63    | Silvio Herklotz          | GER  | gl. Zeit                |
| 69    | Christophe Braun         | LUX  | gl. Zeit                |
| 76    | Tobias Derler            | AUT  | + 0:13 min              |
| 83    | Dennis Paulus            | AUT  | + 0:17 min              |
| 96    | Michel Hübsch            | LUX  | + 0:29 min              |
| 113   | Gilles Heymes            | LUX  | + 3:12 min              |
| 117   | Tom Schwarmes            | LUX  | + 3:32 min              |
| 124   | Tom Bohli                | SUI  | + 4:59 min              |
| 126   | Stefan Küng              | SUI  | + 8:31 min              |
| 134   | Benjamin Dietrich        | GER  | + 9:12 min              |
|       | Pascal Ackermann         | GER  | DNF                     |
|       | Daniel Biedermann        | AUT  | DNF                     |

Termin: 24. September 2011

Länge: 126 km (neun Runden à 14 km)

### Einzelzeitfahren
| Platz | Athlet                   | Land | Zeit                       | Abstand       |
| ----- | ------------------------ | ---- | -------------------------- | ------------- |
| 1     | Mads Würtz Schmidt       | DNK  | 35:07,68 min (47,483 km/h) |               |
| 2     | James Oram               | NZL  | 35:11,79 min               | + 0:04,11 min |
| 3     | David Edwards            | AUS  | 35:28,47 min               | + 0:20,79 min |
| 4     | Marcus Fåglum Karlsson   | SWE  | 35:40,59 min               | + 0:32,91 min |
| 5     | Juriy Vasyliv            | GER  | 35:46,69 min               | + 0:39,01 min |
| 6     | Casper von Folsach       | DNK  | 35:47,29 min               | + 0:39,61 min |
| 7     | Kristopher Jorgenson     | USA  | 35:54,33 min               | + 0:46,65 min |
| 8     | Jonathan Dibben          | GBR  | 35:55,72 min               | + 0:48,04 min |
| 9     | Pierre-Henri Lecuisinier | FRA  | 35:56,76 min               | + 0:49,08 min |
| 10    | Sondre Holst Enger       | NOR  | 35:57,32 min               | + 0:49,64 min |
|       |                          | …    |                            |               |
| 15    | Ruben Zepuntke           | GER  | 36:38,02 min               | + 1:30,34 min |
| 19    | Stefan Küng              | SUI  | 36:44,31 min               | + 1:36,63 min |
| 29    | Théry Schir              | SUI  | 37:05,90 min               | + 1:58,22 min |

Termin: 20. September 2011

Länge: 27,8 km (zwei Runden à 13,9 km)

## Ergebnisse Juniorinnen

### Straßenrennen
| Platz | Athletin            | Land | Zeit                    |
| ----- | ------------------- | ---- | ----------------------- |
| 1     | Lucy Garner         | GBR  | 1:46:17 h (39,517 km/h) |
| 2     | Jessy Druyts        | BEL  | gl. Zeit                |
| 3     | Christiana Siggaard | DNK  | gl. Zeit                |
| 4     | Manon Souris        | FRA  | gl. Zeit                |
| 5     | Christina Perchtold | AUT  | gl. Zeit                |
| 6     | Sheyla Gutiérrez    | ESP  | gl. Zeit                |
| 7     | Lisa Küllmer        | GER  | gl. Zeit                |
| 8     | Beatrice Bartelloni | ITA  | gl. Zeit                |
| 9     | Kelly Markus        | NLD  | gl. Zeit                |
| 10    | Silvija Latožaitė   | LTU  | gl. Zeit                |
|       |                     | …    |                         |
| 17    | Larissa Brühwiler   | SUI  | gl. Zeit                |
| 26    | Lisa Fischer        | GER  | gl. Zeit                |
| 30    | Madeleine Ortmüller | GER  | gl. Zeit                |
| 45    | Rita Imstepf        | SUI  | + 0:13 min              |
| 48    | Mieke Kröger        | GER  | gl. Zeit                |

Termin: 23. September 2011

Länge: 70 km (fünf Runden à 14 km)

### Einzelzeitfahren
| Platz | Athletin            | Land | Zeit                       | Abstand       |
| ----- | ------------------- | ---- | -------------------------- | ------------- |
| 1     | Jessica Allen       | AUS  | 19:18,63 min (43,188 km/h) |               |
| 2     | Elinor Barker       | GBR  | 19:20,47 min               | + 0:01,84 min |
| 3     | Mieke Kröger        | GER  | 19:21,43 min               | + 0:02,80 min |
| 4     | Thalita de Jong     | NLD  | 19:33,56 min               | + 0:14,93 min |
| 5     | Rossella Ratto      | ITA  | 19:49,70 min               | + 0:31,07 min |
| 6     | Georgia Williams    | NZL  | 20:02,58 min               | + 0:43,95 min |
| 7     | Annie Ewart         | CAN  | 20:04,50 min               | + 0:45,87 min |
| 8     | Kamilla Sofie Valin | DNK  | 20:04,97 min               | + 0:46,34 min |
| 9     | Mathilde Favre      | FRA  | 20:09,41 min               | + 0:50,78 min |
| 10    | Alexandra Tschekina | RUS  | 20:10,93 min               | + 0:52,30 min |
|       |                     | …    |                            |               |
| 12    | Lisa Fischer        | GER  | 20:13,55 min               | + 0:54,92 min |
| 38    | Larissa Brühwiler   | SUI  | 22:03,70 min               | + 2:45,07 min |

Termin: 19. September 2011

Länge: 13,9 km (eine Runde à 13,9 km)

## Medaillenspiegel
| Platz | Land                   | Gold | Silber | Bronze | Gesamt |
| ----- | ---------------------- | ---- | ------ | ------ | ------ |
| 1     | Vereinigtes Königreich | 2    | 2      | 2      | 6      |
| 2     | Australien             | 2    | 1      | 2      | 5      |
| 3     | Frankreich             | 2    | 1      | –      | 3      |
| 4     | Deutschland            | 2    | –      | 3      | 5      |
| 5     | Dänemark               | 1    | 1      | 1      | 3      |
| 6     | Italien                | 1    | –      | –      | 1      |
| 7     | Belgien                | –    | 2      | –      | 2      |
| 7     | Neuseeland             | –    | 2      | –      | 2      |
| 9     | Niederlande            | –    | 1      | 1      | 2      |
| 10    | Schweiz                | –    | –      | 1      | 1      |

## Nominierungen

### Bund Deutscher Radfahrer
Männer
- Straßenrennen (9 Starter): John Degenkolb, Bert Grabsch, André Greipel, Danilo Hondo, Marcel Kittel, Andreas Klier, Christian Knees, Tony Martin, Marcel Sieberg
  - Ersatzfahrer: Marcus Burghardt, Gerald Ciolek, Paul Martens, Robert Wagner, Fabian Wegmann[12]
- Zeitfahren (2): Bert Grabsch, Tony Martin
  - Ersatzfahrer: Patrick Gretsch, Sebastian Lang

Frauen
- Straßenrennen (7): Judith Arndt, Charlotte Becker, Lisa Brennauer, Sarah Düster, Claudia Häusler, Ina-Yoko Teutenberg, Trixi Worrack
  - Ersatzfahrer: Romy Kasper, Anna-Bianca Schnitzmeier
- Zeitfahren (2): Judith Arndt, Ina-Yoko Teutenberg

Männer U23
- Straßenrennen (6): Bastian Bürgel, Julian Kern, Michel Koch, Theo Reinhardt, Philipp Ries, Rüdiger Selig
  - Ersatzfahrer: Yannick Mayer, Fabian Schnaidt, Jasha Sütterlin
- Zeitfahren (2): Jasha Sütterlin, Michel Koch

Junioren
- Straßenrennen (6): Pascal Ackermann, Jan Dieteren, Benjamin Dietrich, Silvio Herklotz, Juriy Vasyliv, Rick Zabel
  - Ersatzfahrer: Ruben Zepuntke
- Zeitfahren (2): Juriy Vasyliv, Ruben Zepuntke

Juniorinnen
- Straßenrennen (4): Lisa Fischer, Mieke Kröger, Lisa Küllmer, Madeleine Ortmüller[13]
  - Ersatzfahrer: Sarah Scharbach, Lena Scheiner
- Zeitfahren (2): Lisa Fischer, Mieke Kröger

### Swiss Cycling
Männer
- Straßenrennen (4): Michael Albasini, Fabian Cancellara, Martin Kohler, Grégory Rast[14]
- Zeitfahren (2): Fabian Cancellara, Martin Kohler

Frauen
- Straßenrennen (4): Emily Aubry, Jennifer Hohl, Pascale Schnider, Patricia Schwager
- Zeitfahren (1): Pascale Schnider

Männer U23
- Straßenrennen (3): Marcel Aregger, Silvan Dillier, Jan Keller
- Zeitfahren (2): Gabriel Chavanne, Silvan Dillier

Junioren
- Straßenrennen (4): Tom Bohli, Stefan Küng, Théry Schir, Lukas Spengler
- Zeitfahren (2): Stefan Küng, Théry Schir

Juniorinnen
- Straßenrennen (2): Larissa Brühwiler, Rita Imstepf
- Zeitfahren (1): Larissa Brühwiler

### Österreichischer Radsport-Verband
Männer
- Straßenrennen (3): Stefan Denifl, Bernhard Eisel, Thomas Rohregger[15]
- Zeitfahren (–): kein Starter

Frauen
- Straßenrennen (3): Andrea Graus, Jacqueline Hahn, Daniela Pintarelli
- Zeitfahren (1): Jacqueline Hahn

Männer U23
- Straßenrennen (4): Matthias Brändle, Marco Haller, Andreas Hofer, Georg Preidler
- Zeitfahren (2): Matthias Brändle, Andreas Hofer

Junioren
- Straßenrennen (4): Daniel Biedermann, Tobias Derler, Daniel Paulus, Dennis Paulus
- Zeitfahren (–): kein Starter

Juniorinnen
- Straßenrennen (1): Christina Perchtold
- Zeitfahren (–): kein Starter